# 戦極姫2〜戦乱の世、群雄嵐の如く〜
『戦極姫2〜戦乱の世、群雄嵐の如く〜』(せんごくひめ2　せんらんのよ、ぐんゆうあらしのごとく)とは2010年2月19日にげーせん18から発売されたアダルトゲーム。2008年に発売された『戦極姫〜戦乱の世に焔立つ〜』の続編である。
2010年6月24日にXbox 360版が『戦極姫2〜葉隠の乙女、風雲に乗ず〜』のタイトルで発売された。更に2010年12月2日にはシナリオ・システムが一新、新キャラクターが追加された『戦極姫2〜百華、戦乱辰風の如く〜』の「炎」版がPlayStation 2、「嵐」版がPlayStation Portableで発売された。
また2011年1月28日には『戦極姫2』のキャラクターが登場する18禁脱衣麻雀ゲーム『雀極姫』が発売された。

## 概要
戦極姫 -戦乱の世に焔立つ-#概要および戦極姫 -戦乱の世に焔立つ-#PS2・PSP移植版を参照。ここではいくつかの変更点のみを箇条書きにて述べる。
- コンシューマ版の前作（以下、CS版）で追加された武将スキルと経験の概念が強化された。
- CS版のうち、PlayStation 2版は伊達政宗シナリオ、PlayStation Portable版では立花道雪シナリオ（所属は大友家）が追加されたが、本作では両方のシナリオをプレイできる。主人公の立場は伊達家シナリオでは伊達家に対立していた豪族の元家臣、立花道雪シナリオでは軍師角隈石宗の後継者という立場である。なお、Xbox版ではさらに鍋島直茂シナリオ（所属は龍造寺家）が追加されることになっている。
- 能力に「内政」が加わり、一部の内政コマンドの効果はこれに左右されるようになった。
- ユニットは戦闘時に「騎馬」「槍」「弓」に区分される。これらは三すくみの関係となっており、騎馬は弓に強く、弓は槍に強く、槍は騎馬に強い。また、これらの兵種は固定されており、変更できない。
- 徳川家は織田家に吸収され、徳川家康をはじめとした徳川家の武将の一部は織田家に所属している。
- 島津4姉妹をはじめとした一部武将の絵師が変更されている。

## 登場武将
勢力および前作(PC版ならびにPS2/PSP移植版)から引き続き登場しているキャラクターについては戦極姫 -戦乱の世に焔立つ-#初期所属勢力・戦極姫 -戦乱の世に焔立つ-#その他の勢力および戦極姫 -戦乱の世に焔立つ-#PS2・PSP移植版を参照のこと。本稿では新たにユニークキャラになる、または女性化された武将および新規に追加された武将のみを紹介し、絵師が変更されたキャラクターは特に紹介しない。特に記述のない武将は今作モブ武将から昇格された武将である。
また、前作に登場していた何人かのユニーク武将は削除またはモブキャラ化されている。

### 初期所属勢力

#### 織田家
前田利家（まえだ としいえ）
モデル:前田利家
絵師:kyo1
声 - 香澄りょう（Windows版）、高城みつ（PS2/PSP/Xbox版）
赤母衣衆筆頭で信長の小姓だが、あるとばっちりをうけてしばらく浪人していた。長身の美女だが、普段は控えめで信長に絶対的な忠誠を誓っており、その様子から信長からは幼名である犬千代となおも呼ばれている。なお、本作では後述する前田慶次の妹という設定になっている。
前田慶次（まえだ　けいじ）
モデル:前田慶次
絵師:kyo1
声 - なし→酒井相一郎（PS2/PSP版）
前田利家の兄。信長すらも「うつけ者」と評するほど、型破りな性格で派手なものや奇抜な衣装などを好む傾奇者。自分勝手で気ままに見えるが、義理堅く妹思いの面もある。教養人の側面も持つ。

### その他の勢力

#### 龍造寺家
鍋島直茂（なべしま なおしげ）
モデル:鍋島直茂
絵師:歩鳥
声 - 杉原茉莉（Windows版）、水口まつり（PS2/PSP/Xbox版）
龍造寺隆信の腹心で、常に鬼を模した面で顔を隠している。そのために独特の雰囲気をかもし出しているが、誠実な性格と確かな眼力によって家中の信頼は篤い。当主である隆信に諫言できる唯一の人物。

#### 大内家
相良武任（さがら たけとう）
モデル:相良武任
絵師:歩鳥
声 - 猪鹿ちよ（Windows版）、前田恵（PS2/PSP/Xbox版）
大内家の文治派筆頭で、杓と衣冠をアレンジした公家風の衣装に眼鏡の少女。よく言えばストレートな物言い、悪く言えば毒舌のため、武断派とは犬猿の仲。

#### 陶家
弘中隆兼（ひろなか たかかね）
モデル:弘中隆兼
絵師:さいばし
声 - 桜川未央（Windows版）、小林眞紀（PS2/PSP/Xbox版）
父親から男として育てられたため、自分のことを「ボク」という。女性扱いされることを嫌い、激高することがある。

#### 尼子家
尼子経久（あまご つねひさ）
モデル:尼子経久
絵師:歩鳥
声 - 桜川未央（Windows版）、小林眞紀（PS2/PSP/Xbox版）
「謀聖」と呼ばれるほどの策謀家。現当主である尼子晴久の祖母であるが、長年得てきた精気により少女にしか見えない謎の女性。悠々自適の生活を送っていたが、尼子晴久のふがいなさを見かねて再び戦陣に立つ。

#### 河野家
河野通直（こうの みちなお）
モデル:河野通直
絵師:しき
声 - 野宮香央里（Windows版）、宮沢ゆあな（PS2/PSP/Xbox版）
河野家当主。活発で明るく、露出の高い衣装で健康的な色気を振りまく女性。

#### 一条家
一条パウロ（いちじょう パウロ）
モデル:一条兼定
絵師:ぽーしょん
声 - 草柳順子（Windows版）、中田順子（PS2/PSP/Xbox版）
土佐一条家当主。南蛮神教に入信しており、パウロという洗礼名を名乗っている。公家のためか世間知らずで能天気。

#### 三好家
三好長慶（みよし ちょうけい）
モデル:三好長慶
絵師:開栓注意
声 - 花南（Windows版）、上田朱音（PS2/PSP/Xbox版）
三好家当主。独特の思考と言い回しが特徴の、いわゆる「不思議ちゃん」。隠れた酒豪であるが、飲みすぎると大胆になる。

#### 筒井家
島左近（しま さこん）
モデル:島左近
絵師:あまぎみちひと
声 - 野宮香央里（Windows版）、宮沢ゆあな（PS2/PSP/Xbox版）
常にいかつい鎧兜に身を包み言葉も非常に少ない猛将。しかし、その鎧の中身の人物とのギャップが非常に大きい。

#### 浅井家
藤堂高虎（とうどう たかとら）
モデル：藤堂高虎
絵師：歩鳥
声 - 杉原茉莉（Windows版）、水口まつり（PS2/PSP/Xbox版）
浅井家家臣。常に飄々としてつかみ所がなさそうだが、芯は誰よりもしっかりしている。

#### 北条家
北条氏康（ほうじょう うじやす）
モデル：北条氏康
絵師：譲葉
声 - 中家志穂(Windows版、雀極姫)、橘志穂（PS2/PSP/Xbox版）
新規追加。今作では北条早雲の娘という設定。母親である早雲に厳しく育てられたため彼女の前では猫をかぶっているが、本来は快活な性格。やや男嫌い。

#### 里見家
正木時茂（まさき ときしげ）
モデル：正木時茂
絵師：ぽーしょん
声 - 東かりん（Windows版）、平山縁（PS2/PSP/Xbox版）
里見家重臣。「槍大膳」とあだ名されるほどの武人で、古風な考え方の持ち主。巨乳の持ち主だが、それが悩みになっている。

#### 山内上杉家
山内憲政（やまうち のりまさ）
モデル：上杉憲政
絵師：kyo1
声 - なし→魚谷俊雄（PS2/PSP版）
山内家当主。関東管領を務めた家柄だが、その威光は凋落し、多くの勢力からの侵攻を受けている。
長野業正（ながの なりまさ）
モデル：長野業正
絵師：しき
声 - 東かりん（Windows版）、平山縁（PS2/PSP/Xbox版）
山内家重臣。落ちぶれつつある山内家を武の側面から支える名将。
上泉信綱（かみいずみ のぶつな）
モデル：上泉信綱
絵師：kyo1
声 - なし→尾崎淳（PS2/PSP版）
新規追加。山内家の剣術指南役。初期版ではバグのため登場しなかった。

#### 村上家
村上義清（むらかみ よしきよ）
モデル：村上義清
絵師：歩鳥
声 - 藤森ゆき奈
信濃村上家当主。スクール水着の上に鎧を着ている少女で、常に先陣に立つ猛将。仲間にすると主人公を兄のように慕う。

#### 無所属
京極高次（きょうごく たかつぐ）
モデル：京極高次
絵師：しき
声 - 歌織（Windows版）、富山あかり（PS2/PSP/Xbox版）
没落した京極家の当主。全国を放浪しているが、いつの間にかどこかの家に入り込んでいたりする。
源義経（みなもとの よしつね）
モデル：源義経
絵師：
声 - 青葉りんご
ソフマップで本作を予約購入した者に配布された特典ディスクにデータが収録されている。2010年現在、データを公式サイトからダウンロードできるようになった。
PS2版、PSP版、Xbox版では登場しない。但し、戦極姫1・新装版には登場している。

### PS2/PSP移植版追加キャラクター

#### 織田家
羽柴秀吉（はしば ひでよし）
モデル：羽柴秀吉
原画：開栓注意
声 - 近藤祐記（PS2/PSP版）柚木サチ（雀極姫）
猿の木下籐吉郎から、女性キャラクターに変更された。

#### 武田家
一条信龍（いちじょう のぶたつ）
モデル：一条信龍
原画：形見心太
声 - ミルノ純（PS2版）金田まひる（雀極姫）
PSP版には登場しない。

#### 上杉家
柿崎景家（かきざき かげいえ）
モデル：柿崎景家
原画：形見心太
声 - 儀武ゆう子
PS2版には登場しない。

#### 伊達家
鬼庭良直（おににわ よしなお）
モデル：鬼庭良直
原画：神吉
声 - ミルノ純

#### 筒井家
筒井順慶（つつい じゅんけい）
モデル：筒井順慶
原画：譲葉
声 - あさみほとり

#### 六角家
六角義賢（ろっかく よしかた）
モデル：六角義賢
原画：N島
声 - 中村恵子

#### 北条家
北条綱成（ほうじょう つなしげ）
モデル：北条綱成
原画：あまぎみちひと
声 - 桜木章人

#### 結城家
結城晴朝（ゆうき はるとも）
モデル：結城晴朝
原画：譲葉
声 - 飯野ユウ

#### 無所属
石川五右衛門（いしかわ ごえもん）
モデル：石川五右衛門
原画：ぽ～しょん
声 - 儀武ゆう子（PS2/PSP版）香澄りょう（雀極姫）

### 雀極姫追加キャラクター

#### 織田家
森蘭丸（もり らんまる）
モデル：森蘭丸
原画：ネムネム
声 - 桜川未央
ダウンロード販売の開始にあたって追加されたキャラクター。パッケージ版購入者も公式サイトから追加ファイルをダウンロードすることでプレイ可能である。